# Jenggawur (Banjarmangu)
Jenggawur is een bestuurslaag in het regentschap Banjarnegara van de provincie Midden-Java, Indonesië. Jenggawur telt 2257 inwoners (volkstelling 2010).